# Posta e Kosovës
Posta e Kosovës (serbisch Пошта Косова Pošta Kosova) ist eine Tochtergesellschaft der PTK und das Postunternehmen des Kosovo. Das Unternehmen wurde am 21. Dezember 1959 In Pristina gegründet. Während des Jahres 2009 wurden 2.885.522 adressierte Briefe transportiert.